# Viguera (México)
Viguera es una localidad del estado mexicano de Oaxaca. Es parte del municipio de Oaxaca de Juárez.

## Demografía
| Gráfica de evolución demográfica |
|                                  |

| Censo | Población |
| ----- | --------- |
| 1900  | 260       |
| 1910  | 269       |
| 1921  | 381       |
| 1930  | 294       |
| 1940  | 299       |
| 1950  | 292       |
| 1960  | 427       |
| 1970  | 613       |
| 1980  | —         |
| 1990  | 1 167     |
| 1995  | 1 769     |
| 2000  | 2 669     |
| 2005  | 4 017     |
| 2010  | 4 608     |
| 2020  | 8 506     |